# Bruno Covas
Bruno Covas Lopes (Santos, 7 de abril de 1980 – São Paulo, 16 de maio de 2021) foi um advogado, economista e político brasileiro. Foi Prefeito da cidade de São Paulo de 6 de abril de 2018 a 16 de maio de 2021, quando morreu em decorrência de um câncer no aparelho digestivo que o acometeu.
Era formado em direito pela Universidade de São Paulo e em economia pela Pontifícia Universidade Católica de São Paulo. Entre outros cargos, foi deputado estadual, secretário estadual de Meio Ambiente de São Paulo, presidente do Juventude do PSDB e deputado federal. Em 2015, foi sub-relator da Comissão Parlamentar de Inquérito da Petrobras e membro da Comissão Especial da Maioridade Penal. Em outubro de 2016 foi eleito vice-prefeito da cidade de São Paulo, na chapa de João Doria, assumindo a prefeitura em 6 de abril de 2018, em razão da renúncia de Doria. Em 2020, Covas foi reeleito prefeito de São Paulo, tendo conseguido o feito inédito de vencer em todos os distritos eleitorais da cidade no primeiro turno.
Teve um filho chamado Tomás Covas Lopes, com sua ex-mulher Karen Ichiba. Tomás Covas desde pequeno participava de campanhas eleitorais de seu pai, cogitando se filiar ao PSDB. Era neto do ex-governador do estado de São Paulo, Mário Covas.

## Origem e formação
Descendente de galegos e portugueses, é neto do ex-governador de São Paulo Mário Covas, Bruno Covas foi, desde criança, ligado à política. Estudou nos colégios Carmo e Lusíada, em Santos. Em 1995, quando foi estudar em São Paulo, no Colégio Bandeirantes, teve a oportunidade de morar com o avô. Era graduado em Direito, pela Universidade de São Paulo (USP; 1998-2002), e em Economia, pela Pontifícia Universidade Católica de São Paulo (PUC-SP; 1998-2005).

### Política estudantil
Filiou-se ao PSDB em 1998 e, em 1999, foi eleito o Primeiro Secretário da Juventude do Partido. Em 2003, foi eleito presidente estadual e já foi também presidente nacional da Juventude Tucana, em 2007, permanecendo no cargo até 2011.

## Carreira pública
A sua carreira começou em 2004, ano que que se candidatou a vice-prefeito de Santos na chapa de Raul Christiano pelo PSDB. Nos anos de 2005 e 2006, foi assessor da liderança dos Governos de Alckmin e Cláudio Lembo na Assembleia Legislativa.

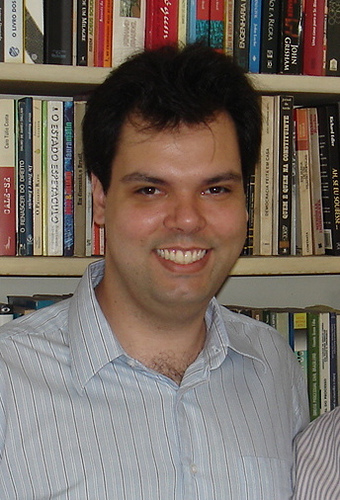
Bruno Covas em escritório de Santos, 2007

Em 2006, foi candidato a deputado estadual, sendo eleito com 122 312 votos, umas das maiores votações naquela eleição.
Em 2010, foi novamente candidato a Deputado Estadual agora sendo o mais votado do estado de São Paulo com 239 150 votos, sendo mais de 131 mil só na capital paulista. Bruno Covas foi convidado por Geraldo Alckmin para assumir a Secretaria do Meio Ambiente a partir do início de 2011, ocasião em que se licenciou do cargo de deputado estadual. Ficou no cargo até abril de 2014, quando foi exonerado para disputar as eleições naquele ano.

### Deputado estadual
Eleito deputado estadual em 2006 com 122 312 votos, foi considerado pelo Movimento Voto Consciente o deputado mais atuante da legislatura (2007-2010).
Foi presidente da Comissão de Finanças e Orçamento no primeiro biênio (2007-2008) e relator do Orçamento do Estado por dois anos consecutivos (2009-2010). Integrou ainda as Comissões de Direitos Humanos e de Defesa dos Direitos do Consumidor e foi presidente da Frente Parlamentar de Apoio à Comunidade Luso-Brasileira e Coordenador da Frente DST-Aids.
Foi relator de mais de 180 projetos de lei, como a Nota Fiscal Paulista, que diminui a carga tributária e devolve tributo diretamente para o cidadão, e foi presidente da CPI do ECAD, relator da CPI da CDHU e membro da CPI da BANCOOP.

### Secretário estadual do Meio Ambiente
Em 2011, assumiu a Secretaria do Meio Ambiente no novo governo de Geraldo Alckmin.

### Deputado federal
Foi eleito deputado federal nas eleições em 2014, para a 55.ª legislatura (2015-2019). Votou a favor do processo de impeachment de Dilma Rousseff. Já durante o governo Michel Temer, votou a favor da PEC do Teto dos Gastos Públicos.

### Vice-prefeito e Secretário
Foi eleito, em primeiro turno, vice-prefeito da cidade São Paulo pelo PSDB, na chapa de João Doria. No inicio do mandato de Doria, Bruno assumiu além da vice-prefeitura a Secretaria das Prefeituras Regionais e também a Secretaria da Casa Civil.

### Prefeito de São Paulo

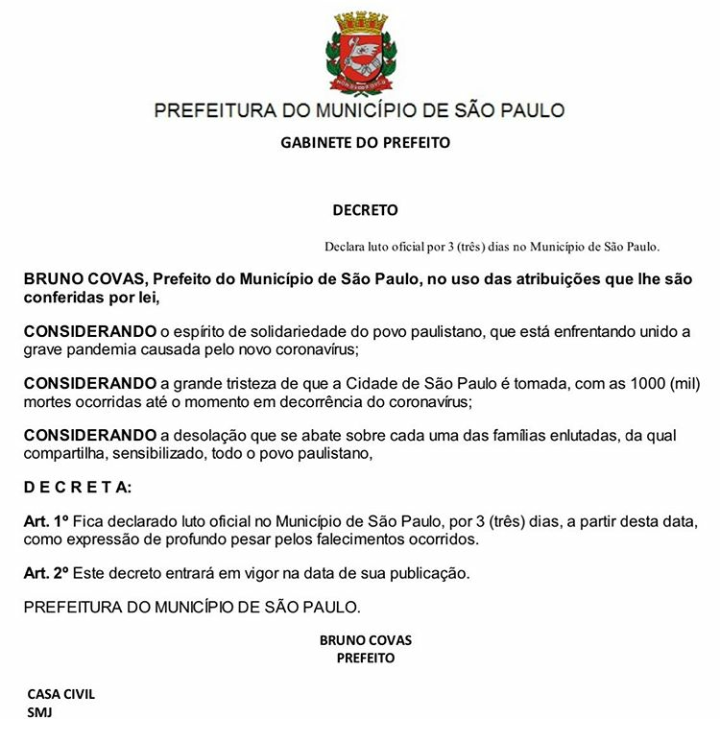
Decreto, como prefeito, de luto oficial em pesar pela mortes decorrentes da Pandemia de Covid-19

Com a renúncia do então prefeito, João Doria, para concorrer ao governo do estado de São Paulo nas eleições de 2018, Bruno Covas assumiu efetivamente a prefeitura da maior cidade do Brasil.
Durante sua gestão, a cidade de São Paulo, assim como outras centenas de cidades por todo o país, enfrentou a pandemia de COVID-19 a partir de março de 2020, sendo a cidade mais atingida. A primeira morte ocorreu em 16 de março e no final de abril já tinham ocorrido mais de 1 100 mortes, representando então cerca de 19% do total de mortes do país, segundo dados oficiais do Ministério da Saúde, que contabilizava no final de abril 5 900 óbitos. A recomendação geral era que se fizesse isolamento social. Depois de algumas semanas, o isolamento foi diminuindo, fazendo com que a prefeitura tomasse algumas medidas para reduzir a transmissão do vírus. Entre as medidas tomadas, foi decretado o bloqueio parcial de algumas avenidas principais da cidade, ação que não teve o resultado desejado, pois restringiu o deslocamento de quem precisava utilizar o carro para atividades essenciais, como os profissionais da área de saúde. O bloqueio de avenidas foi suspenso e, em seguida, o prefeito decretou um rodízio de veículos por final da placa, com abrangência em toda a cidade. Esta também foi bastante criticada, por ter feito aumentar a aglomeração de pessoas no transporte público.
Em novembro de 2020, Covas foi reeleito prefeito de São Paulo com 59,38% dos votos apurados, ultrapassando Guilherme Boulos, do PSOL, com 40,62%. Escrevendo para o UOL, Felipe Pereira e Nathan Lopes, questionaram os discursos tanto de Bruno quanto de Guilherme Boulos, seu principal adversário, que diziam que iriam combater a pandemia de COVID-19, mas promoveram aglomeração durante campanha eleitoral.

## Problemas de saúde, internação e morte

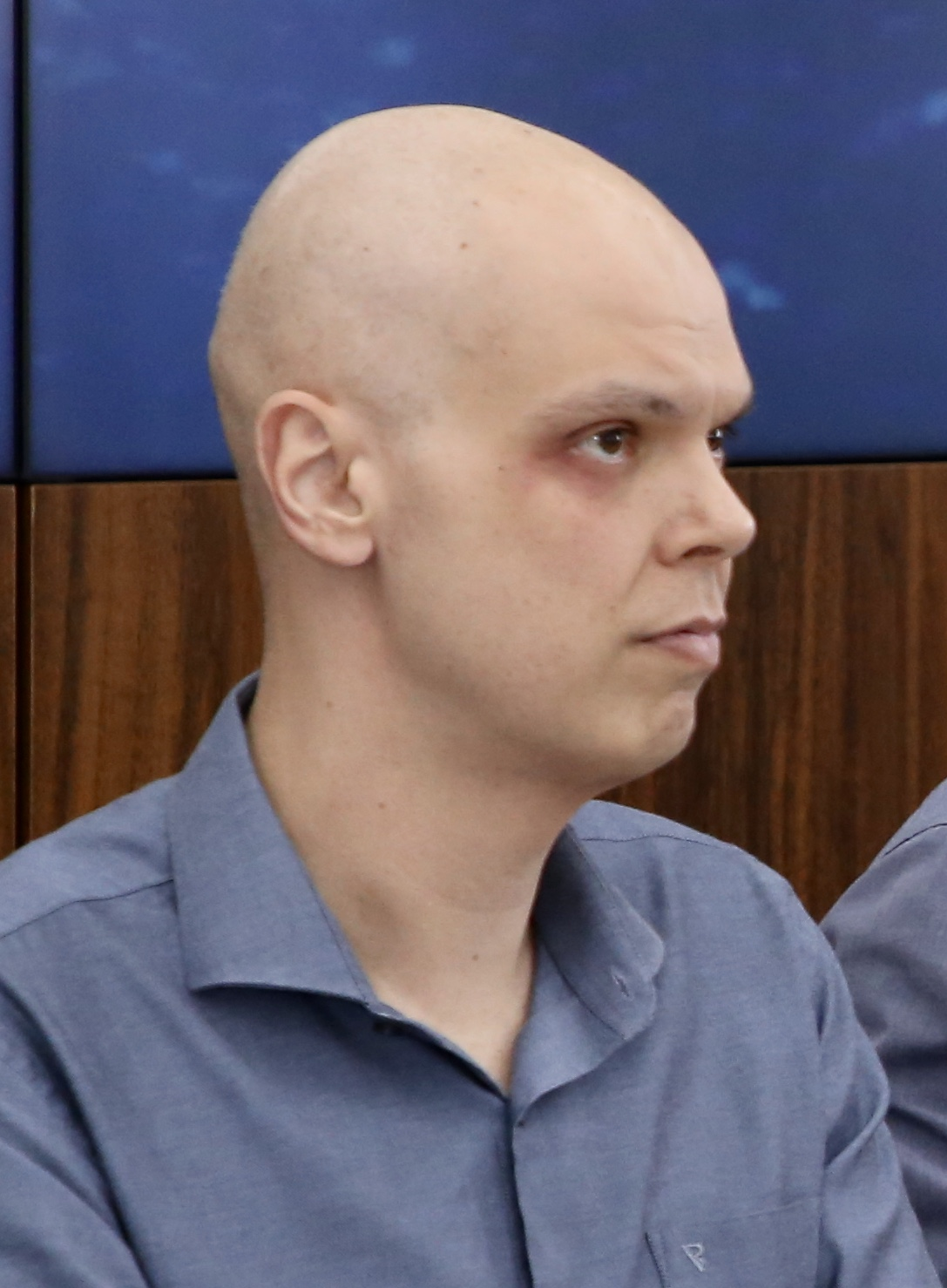
Bruno Covas em reunião de trabalho no dia 10 de fevereiro de 2020, durante o tratamento

Bruno Covas foi internado no Hospital Sírio-Libanês, em São Paulo, no dia 23 de outubro de 2019, para tratar uma erisipela em uma das pernas. No entanto, após a realização de alguns exames, a equipe médica constatou depois de dois dias que ele apresentava diagnóstico de trombose venosa. Foram então realizados outros procedimentos médicos, e verificou-se que havia um tumor no trato digestivo. A partir do novo diagnóstico, deveriam ser iniciadas três sessões de quimioterapia para combater o câncer, tratamento que deveria durar alguns meses.
De acordo com o médico David Uip, chefe da equipe, o prefeito poderia continuar no exercício de seu cargo enquanto fosse possível, com a possibilidade de deixar de trabalhar, se necessário. Covas despachou normalmente do hospital, utilizando assinatura eletrônica. A Prefeitura de São Paulo emitiu um comunicado oficial afirmando que o prefeito estava muito bem fisicamente, seguindo normalmente sua rotina de trabalho, despachando e assinando decretos, e em contato permanente com seus secretários, utilizando meios eletrônicos.

Não tenho dúvidas de que vou vencer este desafio. Quero agradecer às centenas de mensagens que tenho recebido de inúmeras pessoas. Ajuda muito a enfrentar a tempestade.— Bruno Covas, em sua rede social.
O número de sessões de quimioterapia foi ampliado e, até o início de fevereiro de 2020, haviam sido realizadas oito sessões. Segundo a avaliação médica, depois da oitava sessão, "seu estado geral de saúde era ótimo, sem apresentar efeitos adversos". Em maio, precisou ser internado por dois dias, depois de sentir desconforto abdominal. Os exames diagnosticaram uma inflamação no intestino que regrediu espontaneamente.
Em junho de 2020, foi diagnosticado com COVID-19 durante a pandemia de COVID-19 no Brasil. No contexto da pandemia, Covas foi alvo de críticas ao comparecer à final da Copa Libertadores da América de 2020, no estádio do Maracanã, no Rio de Janeiro, em janeiro de 2021. No dia da partida o estado e a cidade de São Paulo estavam na fase vermelha, a mais rigorosa do plano de restrições, na qual apenas serviços classificados como essenciais poderiam funcionar.

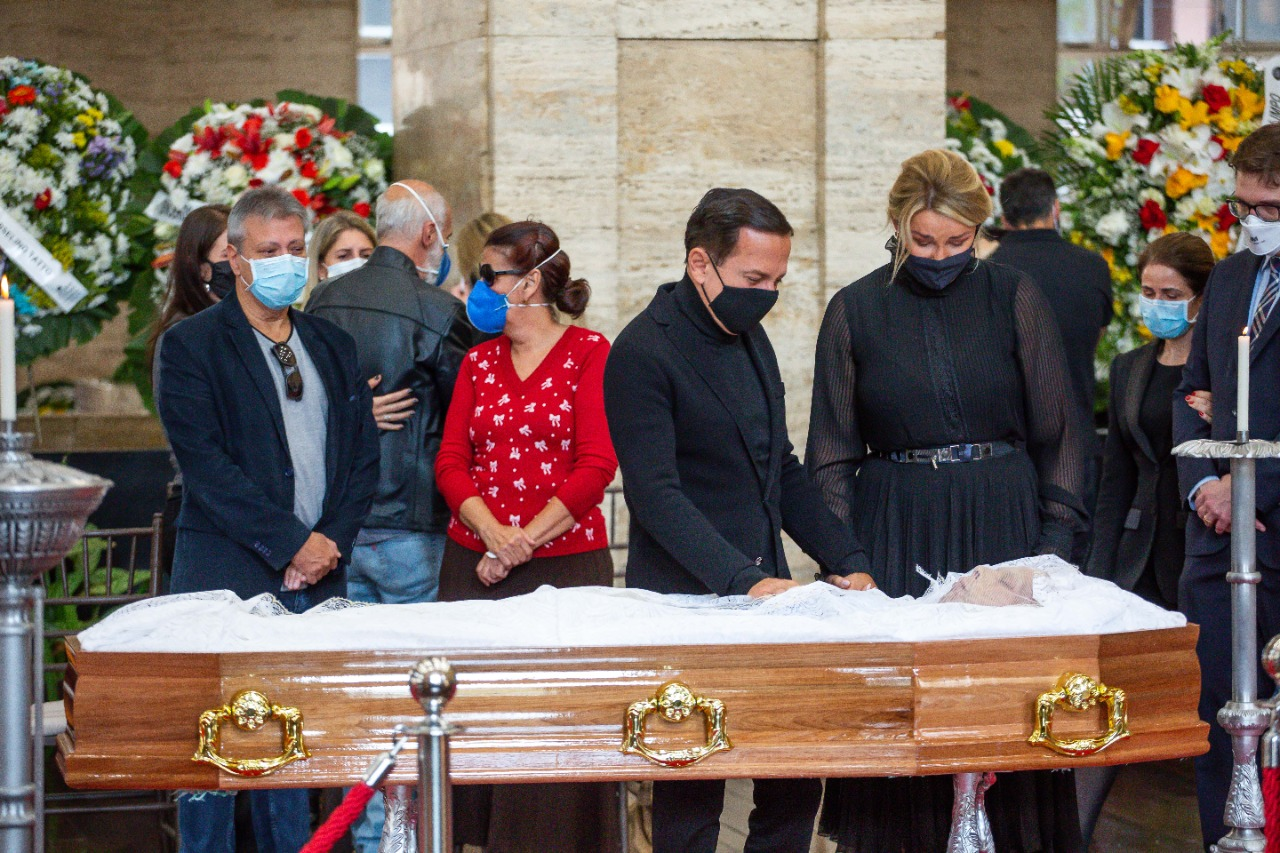
O tio de Bruno, Mário Covas Neto, o governador de São Paulo, João Doria, e a primeira-dama Bia Doria acompanham o velório do prefeito no Edifício Matarazzo.

No dia 15 de abril de 2021, Covas foi internado para realização de exames de controle, que descobriram novos focos de câncer. Recebeu alta no dia 27 do mesmo mês. No dia 2 de maio, Covas anunciou em suas redes sociais que decidiu se licenciar por trinta dias do cargo de prefeito de São Paulo para dar continuidade ao tratamento. O ofício do pedido foi enviado à Câmara no dia seguinte e o afastamento foi publicado no Diário Oficial dois dias após o anúncio de Covas. Assim, o cargo foi assumido interinamente pelo vice-prefeito Ricardo Nunes. No dia 3 de maio, depois de realizar uma endoscopia, foi revelado, na manhã seguinte, um sangramento na cárdia, onde já havia o tumor original. Covas precisou ser transferido para a UTI. No dia 10, começou uma nova fase de tratamento contra o câncer, combinando imunoterapia com terapia-alvo. Durante a internação, Covas recebeu visitas de familiares e políticos, como o prefeito em exercício Ricardo Nunes, o governador João Doria e o presidente da Câmara Municipal, Milton Leite. Ele também publicou uma foto ao lado do vice-governador, Rodrigo Garcia.
Em 14 de maio de 2021, foi publicado boletim médico anunciando que seu quadro clínico era irreversível. Políticos lamentaram a situação, como Orlando Silva, Helder Barbalho, Tabata Amaral, Eduardo Suplicy, Isa Penna, Alessandro Molon e Paulo Pimenta.
Covas morreu às 8h20 do dia 16 de maio de 2021, segundo nota enviada pelos médicos do hospital. Foi o primeiro prefeito da cidade de São Paulo a morrer durante o mandato. O vice Ricardo Nunes, até então prefeito interino, assumiu definitivamente o cargo. Políticos, familiares e amigos lamentaram a morte de Covas. Entre eles Baleia Rossi, José Serra, Flávio Bolsonaro, Guilherme Boulos, Luiza Erundina, Ciro Gomes, Dilma Rousseff, Lula, Fernando Haddad, Michel Temer, Jair Bolsonaro, Arthur Lira, João Doria dentre outros. Também deixaram notar de pesar as equipes de futebol Santos Futebol Clube, time que Bruno era torcedor, além de Palmeiras, São Paulo e o Corinthians.

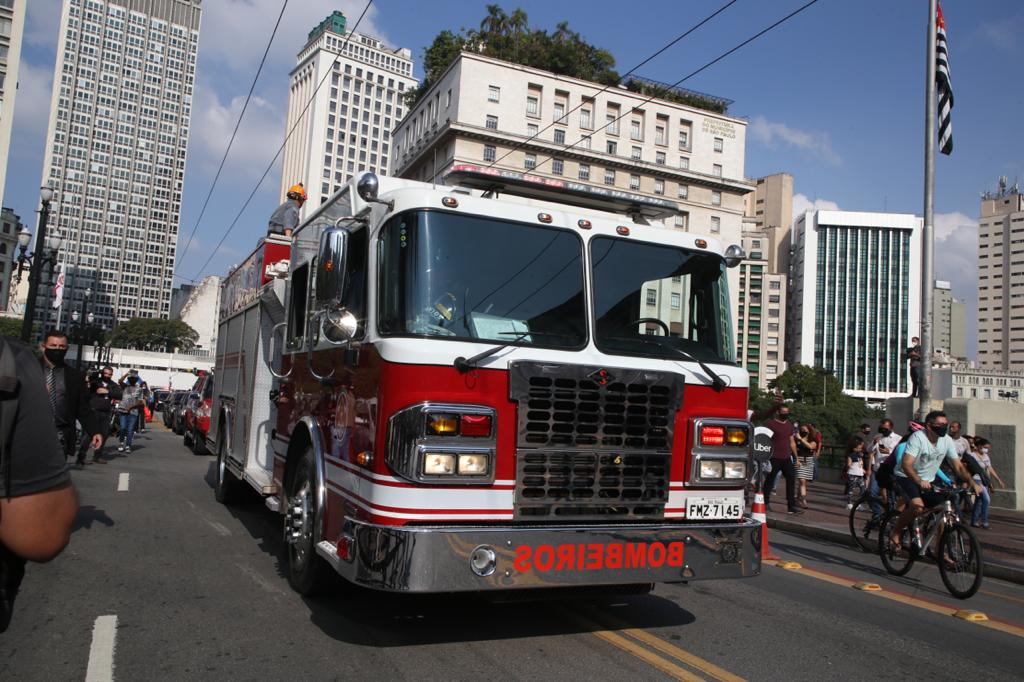
O cortejo com o corpo de Bruno Covas seguiu da sede da Prefeitura até a Avenida Paulista

### Sepultamento
O funeral de Bruno Covas ocorreu no mesmo dia que o de sua morte, no Edifício Matarazzo, sede da Prefeitura de São Paulo, em uma cerimônia restrita para os familiares. Um cortejo levou o corpo do prefeito da sede da prefeitura até a Avenida Paulista, onde foi recebido por apoiadores. O sepultamento ocorreu no cemitério do Paquetá, em Santos, o mesmo em que seu avô Mário Covas está enterrado.

## Desempenho eleitoral
| Ano  | Eleição                | Partido | Cargo                                         | Votos     | %                 | Resultado  | Ref    |
| ---- | ---------------------- | ------- | --------------------------------------------- | --------- | ----------------- | ---------- | ------ |
| 2004 | Municipal de Santos    | PSDB    | Vice-prefeito Titular: Raul Christiano (PSDB) | 28.012    | 11,52%            | Não Eleito | [ 53 ] |
| 2006 | Estaduais em São Paulo | PSDB    | Deputado Estadual                             | 122.312   | 0,60%             | Eleito     | [ 54 ] |
| 2010 | Estaduais em São Paulo | PSDB    | Deputado Estadual                             | 239.125   | 1,37%             | Eleito     | [ 55 ] |
| 2014 | Estaduais em São Paulo | PSDB    | Deputado Federal                              | 352.708   | 1,68%             | Eleito     | [ 56 ] |
| 2016 | Municipal de São Paulo | PSDB    | Vice-prefeito Titular: João Doria (PSDB)      | 3.085.187 | 53,29%            | Eleito     | [ 57 ] |
| 2020 | Municipal de São Paulo | PSDB    | Prefeito                                      | 1.754.013 | 32,85% (1º Turno) | Eleito     | [ 58 ] |
| 2020 | Municipal de São Paulo | PSDB    | Prefeito                                      | 3.169.121 | 59,38% (2º Turno) |            | [ 58 ] |